# Mamelle (Seychelles)
Pour les articles homonymes, voir Mamelle (homonymie).
Mamelle est une île granitique des Seychelles, située à environ 13 km au nord-est de Mahé, l'île principale de l'archipel. Elle fait partie des îles Intérieures. Sa superficie est d'environ 5 hectares et elle est inhabitée.